# Laslo Šuranji
Laslo Šuranji es un deportista serbio que compitió en tiro adaptado. Ganó tres medallas en los Juegos Paralímpicos de Verano, en los años 2016 y 2020.

## Palmarés internacional
| Juegos Paralímpicos | Juegos Paralímpicos     | Juegos Paralímpicos | Juegos Paralímpicos                      |
| Año                 | Lugar                   | Medalla             | Prueba                                   |
| ------------------- | ----------------------- | ------------------- | ---------------------------------------- |
| 2016                | Río de Janeiro (Brasil) | Medalla de oro      | Rifle en tres posiciones 50 m SH1        |
| 2016                | Río de Janeiro (Brasil) | Medalla de bronce   | Rifle en posición tendida 50 m SH1 mixto |
| 2020                | Tokio (Japón)           | Medalla de plata    | Rifle en tres posiciones 50 m SH1        |